# Оболенский, Александр Николаевич
Князь Алекса́ндр Никола́евич Оболе́нский (24 февраля 1872, Санкт-Петербург — 14 февраля 1924, Париж) — российский государственный и военный деятель. Рязанский губернатор (1908—1914), Петроградский градоначальник (1914—1916), генерал-майор Свиты Е.И.В.

## Биография

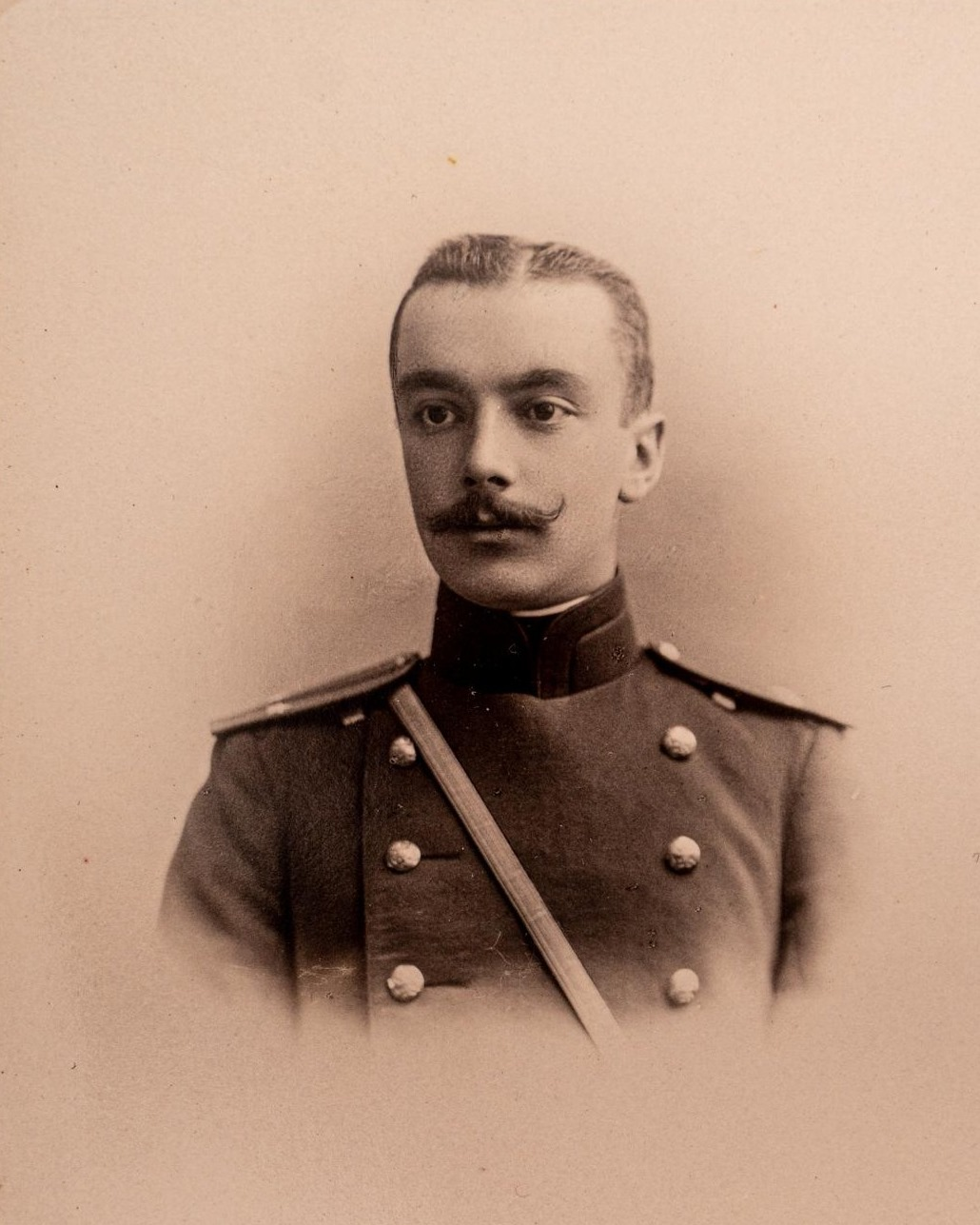
Подпоручик князь А.Н. Оболенский. 1893-1895 гг.

Представитель княжеского рода Оболенских, сын Н. Н. Оболенского и Марии Владимировны Храповицкой, брат В. Н. Оболенского.
В 1891 году окончил Пажеский корпус, откуда был выпущен подпоручиком в лейб-гвардии Преображенский полк. В 1906 году — командир 1-го батальона полка. Исключён из гвардии за беспорядки в батальоне.
С 1907 года служил по Министерству внутренних дел. С 1908 года — костромской вице-губернатор. В 1910—1914 годах — рязанский губернатор.
Со 2 июля 1914 года по ноябрь 1916 года — Петроградский градоначальник. Несмотря на молодость, Александр Николаевич оказался очень способным администратором. В. Ф. Джунковский отмечал, что он «был очень аккуратным человеком, любил порядок, что в такое время особенно ценно, работал он очень добросовестно, ставя службу выше своих личных интересов, и в своих распоряжениях бывал логичен и, когда затруднялся в чём-либо, принимал советы, не боясь уронить своего достоинства». Уволен вследствие нерасположения императрицы Александры Федоровны и министра внутренних дел А. Д. Протопопова.
Позже командовал бригадой. Зачислен в Свиту Его Величества (1916).
После Октябрьской революции участвовал в Белом движении в составе Северо-Западной армии.
С 1920 года жил в эмиграции во Франции. Умер в Париже. Похоронен на кладбище Батиньоль.

## Чины
- 1912 год — в звании камергера
- 1913 год — действительный статский советник
- 1914 год — генерал-майор Свиты

## Семья

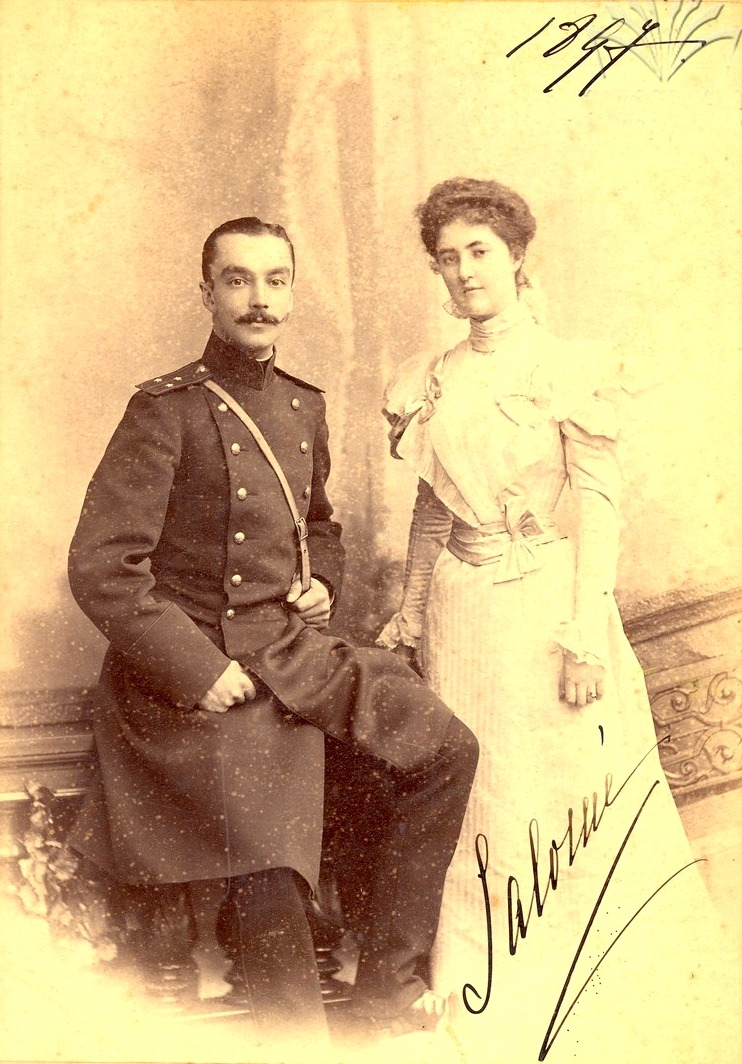
Поручик князь А. Н. Оболенский с женой. 1897 г.

Жена (с 27 апреля 1897 года) — светлейшая княжна Саломея Николаевна (1878—1961), дочь Николая Дадиани, последнего владетельного князя Мегрелии.
Дети:
- Антонина Балашова (14.01.1898 — 6.07.1980)
- Николай (4.01.1900 — 5.07.1979) — участвовал в антифашистском движении Сопротивления во Франции совместно со своей женой В. А. Оболенской[2]
- Саломея Болотова (13.11.1902[3] — 17.09.1973)
- Александр (30.03.1905 — 20.07.1988)